# Корабельна бухта
Корабельна бухта (крим. Korabelna körfezi) — бухта Чорного моря, розташована в межах міста Севастополь, Україна. Являє собою затоплену частину гирла Докового яру, впадає в Південну бухту в її північно-східній частині, біля Павловського мису.
Глибина бухти в північній частині — 15 метрів, в південній — 10 метрів, що дозволяє заходити і підходити до самого берега великим кораблям. Береги бухти оточені великими гранітними набережними, на яких розташовувалися магазини, казарми, портові установи, вздовж набережних встановлювалися тумби для швартування суден. В бухті були збудовані пристані, пізніше — Адміралтейство та п'ять сухих доків у вершині бухти. Після побудови доків бухту перейменували в Докову, але з введенням в дію в гирлі Панаіотової балки на Північній Стороні найбільшого на Чорному морі сухого доку, бухта перед цим доком отримала назву Докової, а до Корабельної бухти повернулася її початкова назва.
Зараз на березі Корабельної бухти розташовується Морський судноремонтний завод.